# V2467 Cygni
V2467 Cygni (również Nova Cygni 2007) – polar pośredni należący do gwiazd kataklizmicznych znajdujący się w gwiazdozbiorze Łabędzia. Gwiazda została odkryta 15 marca 2007 roku jako Nova Cygni 2007 przez Akihiko Tago, japońskiego astronoma amatora.

## Obserwacje gwiazdy
W marcu 2007 roku zaobserwowano wybuch gwiazdy V2467 Cygni jako gwiazdy nowej. W ciągu zaledwie kilkunastu godzin gwiazda zwiększyła swoją jasność sto tysięcy razy. V2467 Cygni stała się celem stałych obserwacji grupy kilkunastu młodych astronomów z Uniwersytetu Mikołaja Kopernika pracujących pod opieką dr. hab. Macieja Mikołajewskiego oraz dr. hab. Toma Tomova, profesorów UMK. Na podstawie systematycznych obserwacji tej gwiazdy na dwóch teleskopach optycznych w obserwatorium w Piwnicach prowadzonych przez Ernesta Świerczyńskiego, studenta V roku astronomii na UMK, oraz doktorantów Elżbietę Ragan i Cezarego Gałana wykazano, że V2467 Cygni jest rzadko spotykanym polarem pośrednim. Dotychczas odkryto zaledwie kilkanaście takich obiektów.
W trakcie gromadzenia danych o jasności gwiazdy Ernest Świerczyński wykrył dwie ściśle okresowe zmienności. Słabsza, o okresie blisko czterogodzinnym, odpowiada obrotowi obydwu gwiazd wokół wspólnego środka. Silniejsza, o okresie około trzydziestu pięciu minut, odpowiada obrotowi gorącego zwartego obiektu wokół swojej osi, co przypomina działanie latarni morskiej. Podobnie wyrazistą optyczną krzywą blasku ma tylko jeden polar pośredni, FO Aquarii. 
Już wkrótce po wybuchu V2467 Cygni okazało się, że jest to obiekt unikatowy. Podczas obserwacji gwiazdy Elżbieta Ragan zwróciła uwagę na wyjątkowo wysoką, jak na gwiazdy nowe, obfitość tlenu. Wskazuje to, że składnik zawarty w tym układzie jest zapewne bardzo masywny. Takie gwiazdy uważa się za dobre kandydatki na supernową.